# Resolutie 1934 Veiligheidsraad Verenigde Naties
Resolutie 1934 van de Veiligheidsraad van de Verenigde Naties werd op 30 juni 2010 unaniem aangenomen door de VN-Veiligheidsraad en verlengde de waarnemingsmacht op de Israëlisch-Syrische grens omdat de spanningen in de regio ondanks de algemene rust bleven bestaan. Volgens secretaris-generaal Ban Ki-moon zou dit zo blijven tot een algehele oplossing werd gevonden voor de gehele Midden-Oosten-problematiek.

## Achtergrond
Na de Jom Kipoeroorlog kwamen Syrië en Israël overeen de wapens neer te leggen. Een waarnemingsmacht van de Verenigde Naties moest op de uitvoer van de twee gesloten akkoorden toezien.

## Inhoud
De Veiligheidsraad:
- Overwoog het rapport van de secretaris-generaal over de VN-waarnemingsmacht, en bevestigt ook resolutie 1308.

1. Roept de partijen op onmiddellijk resolutie 338 uit 1973 uit te voeren.
2. Verwelkomt UNDOF's inspanningen om het nultolerantiebeleid inzake seksueel misbruik in te voeren en te verzekeren dat het personeel zich aan de VN-gedragscode houdt.
3. Beslist het mandaat van de UNDOF-waarnemingsmacht met 6 maanden te verlengen, tot 31 december 2010.
4. Vraagt de secretaris-generaal dan te rapporteren over de ontwikkelingen en de genomen maatregelen om resolutie 338 uit te voeren.

## Verwante resoluties
- Resolutie 1884 Veiligheidsraad Verenigde Naties (2009)
- Resolutie 1899 Veiligheidsraad Verenigde Naties (2009)
- Resolutie 1937 Veiligheidsraad Verenigde Naties
- Resolutie 1965 Veiligheidsraad Verenigde Naties

Lijst ·  1908 ·  1909 ·  1910 ·  1911 ·  1912 ·  1913 ·  1914 ·  1915 ·  1916 ·  1917 ·  1918 ·  1919 ·  1920 ·  1921 ·  1922 ·  1923 ·  1924 ·  1925 ·  1926 ·  1927 ·  1928 ·  1929 ·  1930 ·  1931 ·  1932 ·  1933 ·  1934 ·  1935 ·  1936 ·  1937 ·  1938 ·  1939 ·  1940 ·  1941 ·  1942 ·  1943 ·  1944 ·  1945 ·  1946 ·  1947 ·  1948 ·  1949 ·  1950 ·  1951 ·  1952 ·  1953 ·  1954 ·  1955 ·  1956 ·  1957 ·  1958 ·  1959 ·  1960 ·  1961 ·  1962 ·  1963 ·  1964 ·  1965 ·  1966